# Linton (Penyard)
Linton – wieś i civil parish w Anglii, w hrabstwie Herefordshire. Leży 21 km na południowy wschód od miasta Hereford i 170 km na zachód od Londynu. W 2011 civil parish liczyła 953 mieszkańców. Linton jest wspomniana w Domesday Book (1086) jako Lintone/Lintune.